# Osada (seriál)
Osada je český komediální seriál Radka Bajgara a Jana Bártka, podle scénáře Petra Kolečka a dalších. Natáčení probíhalo od května do října 2020 v Nižboru u Berouna; filmaři zde vybudovali fiktivní chatovou osadu.
Titulní píseň k seriálu s názvem „Má chata, můj hrad“ složil a nazpíval Xindl X.
Seriál měl premiéru 3. září 2021 na ČT1; v listopadu 2021 bylo oznámeno, že bude natočena 2. řada, s premiérou v roce 2023. Tvůrci ji představili novinářům počátkem července 2023 a poté 22. srpna téhož léta; její vysílání započalo 1. září. O pozornost diváků soupeří s obdobně laděným cyklem od TV Nova Co ste hasiči.

## Obsazení

### Hlavní role
| Martin Myšička           | David Srovnal       |
| Pavla Beretová           | Ivana Srovnalová    |
| Leontýnka Zimová         | Karolína Srovnalová |
| Radek Holub              | Milan Rubal         |
| Petra Nesvačilová        | Helena Rubalová     |
| Igor Bareš               | Petr Južan          |
| Eva Leinweberová         | Radka Južanová      |
| Josef Polášek            | Šimon Kraus         |
| Jana Plodková            | Dagmar Krausová     |
| Filip František Červenka | Hynek Južan         |
| Karolína Lea Nováková    | Arnoštka Krausová   |
| Ivana Chýlková           | Lucie Rybáková      |
| Šárka Krausová           | Jana Rybáková       |
| Stanislav Majer          | Michal Franěk       |
| Tomáš Hanák              | Tony Keyhoss        |
| Pavel Nový               | Zdeněk Stýblo       |
| Jana Švandová            | Marie Stýblová      |
| Kristína Svarinská       | Gabika Farkašová    |
| Ivana Uhlířová           | Blanka Kociánová    |
| Marek Daniel             | František Kocián    |
| Tomáš Dalecký            | René Kocián         |
| Karolína Knězů           | Marcela Kociánová   |

### Vedlejší role
| Jaromír Dulava  | Adolf Gensdorf     |
| Lucie Pernetová | Monika Gensdorfová |
| Sebastian Pöthe | Tobiáš Gensdorf    |
| Sára Lutovská   | Terka Urbanová     |
| Ondřej Malý     | Pavel Janák        |

## Děj
Češi jezdí na chatu. Jezdí tam proto, aby byli v pohodě. A v pohodě budou, i kdyby je to mělo stát život. Osadníci se vrací do Záhoří, jenže teď tu panuje poněkud výbušnější atmosféra. Bývalá pohoda? No jistě. Akorát, že vůbec.

### První řada
V osadě Záhoří platí téměř devadesát let stejná pravidla a tradice. Chataři zde tvoří pestrou komunitu, jejíž členové by se za jiných okolností sotva setkali. Jen náhoda by spojila spisovatelku románů z červené knihovny, praktického ajťáka, který seká dřevo podle internetových návodů, a záložníka armády zaměstnaného v salonu krásy své ženy.
Dlouhá léta byl záhořínským náčelníkem Keyhoss, který je však nyní hospitalizován. O jeho obydlí se proto stará jeho synovec Tony (Tomáš Hanák). Nově se mezi chataře zařadil manželský pár Srovnalů (Pavla Beretová a Martin Myšička), kteří sem o víkendech unikají před pražským shonem.
Mezi starousedlíky patří Stýblovi (Jana Švandová a Pavel Nový), kteří nepoužívají mobilní telefony a z vlakového nádraží do osady cestují vždy pěšky. Južanovi (Eva Leinweberová, Igor Bareš a Filip František Červenka) vlastní drahý vůz, ale aby se vyhnuli pomluvám sousedů, přijíždějí na víkendy ojetinou a navíc v obnošeném oblečení.
To by si nikdy nedovolila Helena Rubalová (Petra Nesvačilová), majitelka salonu krásy, která zaměstnává svého manžela Milana (Radek Holub). Žid Šimon Kraus (Josef Polášek) dodržuje šábes, což rozčiluje jeho manželku Dášu (Jana Plodková) i dceru Arnoštku (Karolína Lea Nováková), ale zároveň inspiruje spisovatelku Lucii Rybákovou (Ivana Chýlková).
Ta jezdí chatařit se svou dcerou Janou (Šárka Vaculíková) a toto léto u nich přespává i policista Franěk (Stanislav Majer), který vyšetřuje ztrátu cenného majetku několika osadníků.

## Seznam dílů

### První řada (2021)
| Č. v seriálu | Č. v řadě | Původní název | Režie        | Scénář       | Datum premiéry (v 🇨🇿) | Sledovanost (v mil., 15+) |
| ------------ | --------- | ------------- | ------------ | ------------ | --------------------- | ------------------------- |
| 1            | 1         | Epizoda 1     | Radek Bajgar | Petr Kolečko | 3. září 2021          | 1,439                     |
| 2            | 2         | Epizoda 2     | Radek Bajgar | Petr Kolečko | 10. září 2021         | 1,085                     |
| 3            | 3         | Epizoda 3     | Radek Bajgar | Petr Kolečko | 17. září 2021         | 1,058                     |
| 4            | 4         | Epizoda 4     | Radek Bajgar | Petr Kolečko | 24. září 2021         | 0,976                     |
| 5            | 5         | Epizoda 5     | Radek Bajgar | Petr Kolečko | 1. října 2021         | 0,966                     |
| 6            | 6         | Epizoda 6     | Radek Bajgar | Petr Kolečko | 8. října 2021         | 0,866                     |
| 7            | 7         | Epizoda 7     | Radek Bajgar | Petr Kolečko | 15. října 2021        | 0,937                     |
| 8            | 8         | Epizoda 8     | Radek Bajgar | Petr Kolečko | 22. října 2021        | 0,928                     |
| 9            | 9         | Epizoda 9     | Jan Bártek   | Petr Kolečko | 29. října 2021        | 0,885                     |
| 10           | 10        | Epizoda 10    | Jan Bártek   | Petr Kolečko | 5. listopadu 2021     | 0,952                     |
| 11           | 11        | Epizoda 11    | Jan Bártek   | Petr Kolečko | 12. listopadu 2021    | 1,030                     |
| 12           | 12        | Epizoda 12    | Jan Bártek   | Petr Kolečko | 19. listopadu 2021    | 0,985                     |
| 13           | 13        | Epizoda 13    | Radek Bajgar | Petr Kolečko | 26. listopadu 2021    | 0,986                     |

### Druhá řada (2023)
| Č. v seriálu | Č. v řadě | Původní název | Režie        | Scénář                       | Datum premiéry (v 🇨🇿) | Sledovanost (v mil., 15+) |
| ------------ | --------- | ------------- | ------------ | ---------------------------- | --------------------- | ------------------------- |
| 14           | 1         | Epizoda 1     | Radek Bajgar | Petr Kolečko                 | 1. září 2023          | vysíláno                  |
| 15           | 2         | Epizoda 2     | Radek Bajgar | Petr Kolečko                 | 8. září 2023          | vysíláno                  |
| 16           | 3         | Epizoda 3     | Radek Bajgar | Petr Kolečko                 | 15. září 2023         | vysíláno                  |
| 17           | 4         | Epizoda 4     | Radek Bajgar | Martin Šimíček, Petr Kolečko | 22. září 2023         | vysíláno                  |
| 18           | 5         | Epizoda 5     | Radek Bajgar | Petr Kolečko, Tomáš Holeček  | 29. září 2023         | vysíláno                  |
| 19           | 6         | Epizoda 6     | Radek Bajgar | Petr Kolečko                 | 6. října 2023         | vysíláno                  |
| 20           | 7         | Epizoda 7     | Radek Bajgar | Martin Šimíček, Petr Kolečko | 13. října 2023        | vysíláno                  |
| 21           | 8         | Epizoda 8     | Radek Bajgar | Martin Šimíček, Petr Kolečko | 20. října 2023        | vysíláno                  |
| 22           | 9         | Epizoda 9     | Radek Bajgar | Petr Kolečko                 | 27. října 2023        | vysíláno                  |
| 23           | 10        | Epizoda 10    | Radek Bajgar | Petr Kolečko, Martin Šimíček | 3. listopadu 2023     | vysíláno                  |

## Recenze

### Druhá řada
- Mirka Spáčilová, MF DNES / iDNES.cz  45 %[10]
- Andrea Zunová, Právo / Novinky.cz  55 %[24]